# Amerinus
Amerinus linearis es una  especie de coleóptero adéfago de la familia Carabidae y el único miembro del género monotípico Amerinus.
Miden de 4.2 a 4.8 mm. El pronoto es estrecho y alargado. Prefieren lugares pantanosos o recientemente inundados. Se encuentran en Canadá y Estados Unidos.